# 梁炎卿
梁炎卿（1852年—1938年），字怡轩，广东南海人，为清末民初英商怡和洋行天津分公司买办、英商高林洋行买办。与泰来洋行的王铭槐、太古洋行的郑翼之和汇丰银行的吴调卿，合称为清末天津四大买办。